# Poptávková doprava

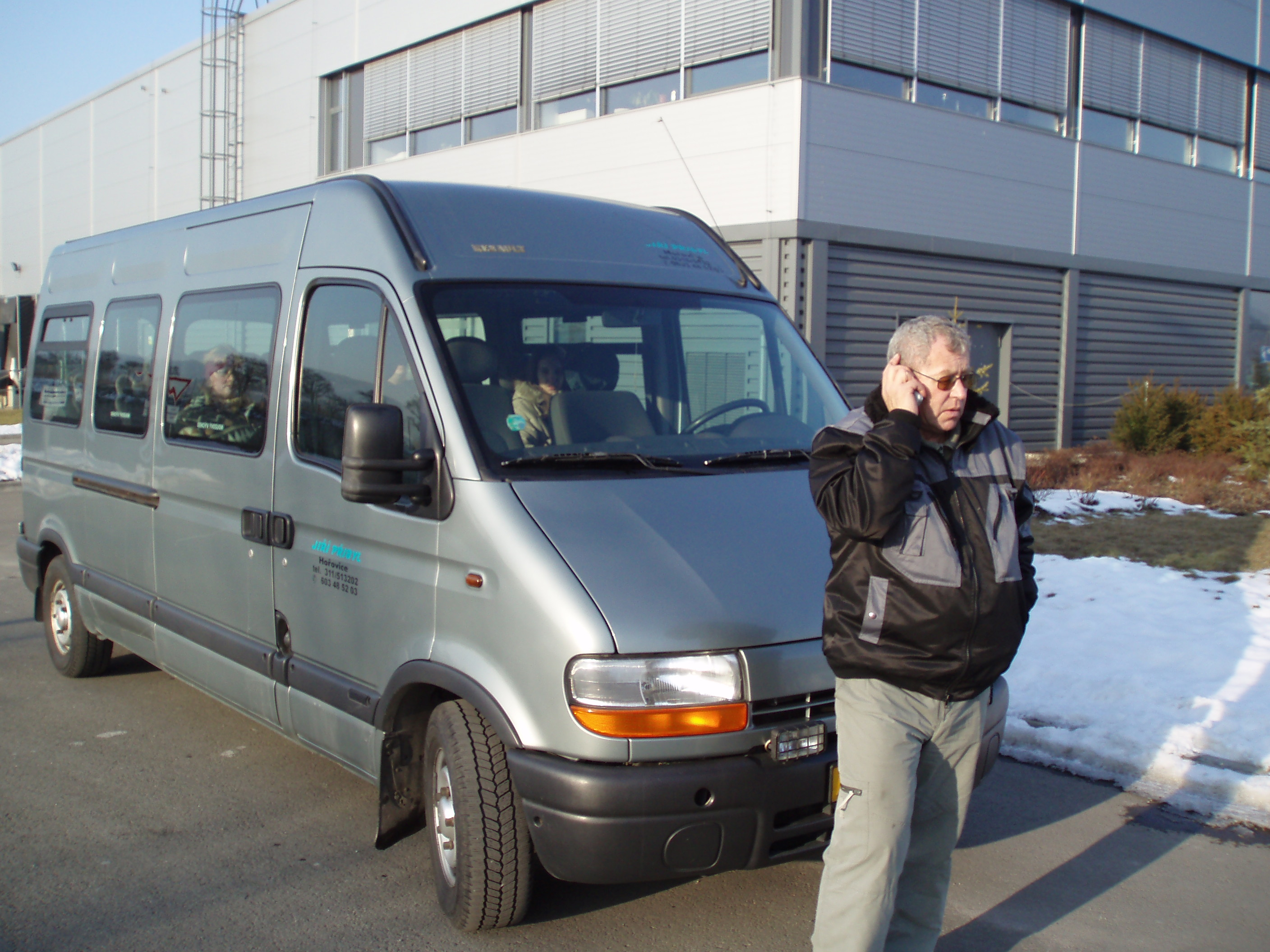
vozidlo poptávkové dopravy s cestujícími ze zaměstnání se připravuje na odjezd od podniku Kostal CR ve Zdicích

Poptávková doprava odpovídá anglickému Demand Responsive Transport (DRT). Také je nazývána jako svozová služba, doprava na požádání, doprava na vyžádání nebo doprava na zavolání. 
Je to souhrnné označení pro různé formy silniční osobní dopravy, které kombinují principy hromadné linkové dopravy a klasické taxislužby, přímo však nespadají ani do jednoho z těchto systémů. Řadí se sem i autostop a různé druhy spolujízdy (sdílená autodoprava).[zdroj?]
Podstatou poptávkové dopravy je, že vozidlo jede podle požadavků cestujících, čímž se optimalizuje trasa, avšak jejich požadavky jsou usměrňovány na určité zastávky a časy, čímž se zajišťuje hromadnost. Typickým znakem DRT je odlišení nabízeného počtu nebo tras spojů od skutečně realizovaného počtu tras nebo spojů. Buď je uskutečnění nabízeného spoje podmíněno zájmem cestujících, anebo je trasa a zastavování vozidla přizpůsobeno momentální potřebě cestujících. Zatímco nabízený počet a směrová nabídka spojů určují kvalitu dopravy, realizovaný počet a trasy spojů mají vliv na náklady na dopravní výkon. Výhodnost DRT je tedy dána tím, že cestující mají k dispozici velkou nabídku přepravních možností, ale nevyužitá (neefektivní) část nabídky není uskutečněna.
V USA a v Kanadě funguje poptávková doprava již od 70. let 20. století a je zde přes 2000 systémů.
Typickými formami poptávkové dopravy v západní části Evropy je vlakotaxi (svoz k vlakům nebo rozvoz od vlaků podle momentálních požadavků), radiobus či spoj na zavolání (pevně stanovené spoje jedoucí pouze v případě potvrzení zájmu). Ve velké části světa mají nejrůznější formy sdíleného nebo linkového taxi pod místními názvy (maršrutka, dolmuš, sdílené taxi aj.) dlouhodobou tradici a mnohde tvoří základ místní veřejné dopravy. V době internetu nabývají na významu i komunitní systémy umožňující vytížení osobních automobilů formou spolujízdy.

## Varianty poptávkové dopravy
- veřejná (pro kohokoliv) / neveřejná (pro vybrané skupiny - např. pro handicapované (Paratranzit) nebo pro zaměstnance firmy či úřadu či pro školáky)
- objednávaná bezprostředně / s předstihem (telefonicky, internetem) / ad hoc (na znamení = dolmuš, to je ale spíš sdílené taxi)
- s pevnou trasou a časem / s proměnnou trasou anebo časem
- s určenými zastávkami (curb to curb) / dům od domu (door to door)
- oblast působnosti: město / venkov
- dispečink poptávkové dopravy zajišťuje: zadavatel (např. magistrát, krajský úřad, zaměstnavatel) / dopravce sám / externí společnost (organizátor)
- zohledňující ostatní dopravu (např. jako doplněk k pravidelné linkové dopravě) / autonomní

Dělení má význam při srovnávání jednotlivých systémů a určuje jeho vlastnosti.[zdroj?]

## Veřejná poptávková doprava v ČR
Ve formě veřejné dopravy je poptávková doprava používána po celém světě. V posledních letech se objevují projekty i v České republice i přesto, že poptávková doprava není dosud ve veřejné dopravě legislativně nijak podporována (stav v roce 2023).[zdroj?]

### Doplněk veřejné linkové dopravy
- CITYA doprava - osmimístné vozidlo jezdí podle objednávek v mobilní aplikaci. Pilotní projekty v Říčanech (2023).[5]

### MHD
Všechny uvedené systémy poptávkové dopravy v MHD fungují na principu spoje na zavolání s předem určenými zastávkami a časy, na které je třeba se předem zarezervovat, aby vyjely.
- Rychnov nad Kněžnou, Týniště a Kostelec nad Orlicí - první veřejnou poptávkovou dopravu v České republice provozoval dopravce Audis Bus. Systém nesl název Radiobus od roku 2004 do roku ?2018, poptávková doprava se týkala některých spojů, jiné jezdily pravidelně. Dispečink si zajišťoval dopravce sám.[zdroj?]

### Spoje na zavolání
Které mají pevné jízdní řády, ale spoj jede jen když je někdo objednán.
- Zbirožsko: některé méně vytížené spoje veřejné autobusové dopravy od léta 2011. Dispečink si zajišťuje dopravce sám.[6].
- okolí Milevska: některé méně vytížené spoje veřejné autobusové dopravy od léta 2011. Dispečink si zajišťuje dopravce sám. [7][8] V červnu 2011 zavedl ČSAD Autobusy České Budějovice v oblasti Milevska systém spojů na zavolání, které ve venkovských oblastech navazují na páteřní regionální linky.[zdroj?]
- podhůří Orlických hor - mezi roku 2012 a 2014 provozoval dopravce Audis Bus na stejném principu jako MHD v Rychnově (výše) [9]
- Liberecký kraj od roku 2012 v rámci integrovaného systému IDOL jsou zastávky na zavolání použity u 68 spojů na 24 linkách dopravce Busline,[10] ČSAD Liberec a další spoje dopravce ČSAD Česká Lípa, dispečink byl provizorně na dopravcích s tím, že bude převeden pod Krajského koordinátora KORID, ale zatím se tak nestalo a dopravci provozují tedy roztříštěně a na vlastní náklad (stav k 4/2016).[zdroj?]
- Semily: Od prosince 2012 byla poptávková doprava zavedena na některých linkách v okrese Semily.[11]
- Jihomoravský kraj: vybrané spoje linek Integrovaného dopravního systému Jihomoravského kraje (v roce 2025 se jedná asi o 15 linek) jsou vedeny v režimu na zavolání.[12] Zpravidla se jedná o koncové úseky spojů, závleky (např. na lince 240) a v okrajových časech dne i o celé spoje. Dispečink je zajišťován centrálně, krajským koordinátorem Kordis.[zdroj?]

## Neveřejná poptávková doprava v ČR
- V Praze je od 1. března 2009 v rámci Pražské integrované dopravy provozována čistě poptávková doprava zdravotně handicapovaných osob mikrobusy dopravce Societa o. p. s.[zdroj?]
- Centrální dispečink autobusové přepravy (CDAP)[13])
- Berounsko a Příbramsko: od roku 2004 pouze pro zaměstnance a od roku 2009 i pro ostatní veřejnost, funguje podniková doprava organizovaná Dispečinkem hromadné dopravy.[14] Jedná se o venkovskou poptávkovou dopravu s určenými zastávkami, variabilními časy, doplňující linkovou dopravu, objednávanou s předstihem i bezprostředně. Dopravci používáme místní podle potřeby. Jízdné se hradí bezhotovostně a odvíjí se od tarifu SID. V roce 2010 byl tento systém nabízen pro použití v ZDO, kde měl přinést úspory bez nutnosti omezování obslužnosti.[15][16]

## Legislativní podmínky v ČR
Nevýhodou většiny forem veřejné i neveřejné poptávkové dopravy v České republice je, že nespadají do definice linkové osobní dopravy ani taxislužby ve smyslu Zákona o silniční dopravě, a tudíž vesměs spadají pod pojem příležitostné osobní silniční dopravy (§ 2 odst. 10 zákona). Protože zákon byl několika novelizacemi upraven tak, aby bránil nekalé konkurenci taxislužby a obcházení podmínek pro provozování taxislužby, je příležitostná osobní doprava svázána mnoha omezeními. Mezi ně patří například to, že objednávka přepravy musí být provedena předem v sídle nebo provozovně (osobně, telefonicky, přes internet atd.) a nesmí být přijímána ve vozidle (což je například v případě rozvozu od vlaku formou vlakotaxi výraznou komplikací). Rovněž je při této formě dopravy zakázáno vybírat od cestujících jízdné ve vozidle, takže v souladu se zákonem je možné dopravu provozovat buď bezplatně, nebo na základě časového předplatného či jízdenek z předprodeje.[zdroj?]
Provozovatelé a propagátoři poptávkové dopravy dlouhodobě usilují o uvolnění podmínek pro poptávkovou dopravu a její zrovnoprávnění s hromadnou linkovou dopravou, současně však trvá tlak provozovatelů taxislužeb a měst, která za stav taxislužby odpovídají, aby formou příležitostné dopravy nebylo možno obcházet přísné podmínky a regulace platné pro taxislužbu. Problematické je, že zatímco místní a regionální hromadná doprava je tradičně vysokým podílem dotována, klasická taxislužba si uchovává ve srovnání s hromadnou dopravou vysoké tržní ceny a funguje zásadně bez dotací, jen v některých městech je regulována maximálním cenami. Poptávková doprava jakožto smíšený model se pohybuje mezi těmito dvěma krajnostmi a na sporech o ni se projevuje špatná ekonomická kompatibilita dosavadních dvou striktně oddělených systémů veřejné dopravy.[zdroj?]

### Organizovaná DRT
- spoj na zavolání
- zastávka na znamení
- posilový vůz

### Peer-to-peer DRT
- spolujízda
- sdílení aut
  - sdílené taxi
- autostop
- K+R